# Tricky
Трики (англ. Tricky, настоящее имя — Эдриан Тоус (англ. Adrian Thaws); род. 27 января 1968, Бристоль) — британский трип-хоп-музыкант, один из основоположников жанра, представитель бристольской андеграунд-сцены, известный оригинальным подходом к вокальному исполнению, совмещающему кантилену с речитативом.
Трики является пионером трип-хопа, его работы отличаются тёмным, многослойным музыкальным стилем, сочетающим разнородные культурные влияния и жанры, в том числе хип-хоп, альтернативный рок и рагга. На протяжении своей карьеры он сотрудничал с широким кругом исполнителей, такими как Терри Холл, Бьорк, Gravediggaz, Грейс Джонс или Пи Джей Харви.

## Карьера в музыке
Работал как приглашённый музыкант на ранних альбомах группы Massive Attack, но никогда не был официально участником этого коллектива. В 1994 году начал сольную карьеру. В 1995 году выпустил при участии вокалистки Мартины Топли-Бёрд первый сольный альбом «Maxinquaye», ставший образцом трип-хопа. В 1996 году выпустил два альбома, но для соблюдения условий контракта с лейблом один из этих альбомов, «Nearly God», выпустил под одноимённым псевдонимом.
В следующих альбомах экспериментировал с элементами таких стилей, как регги, рок и трип-хоп. Однако самым успешным остаётся его дебютный альбом «Maxinquaye», как относительно продаж, так и относительно рецензий и отзывов музыкальных критиков.
На альбоме «Vulnerable» (2003) прослеживаются тенденции к рок-музыке, хотя весь альбом в целом выдержан в узнаваемом стиле Трики.
Кроме творческого сотрудничества с Massive Attack, Трики принимал участие в записи альбомов некоторых других музыкантов, таких как Бьорк, «V» группы Live, трибьют Сержу Генсбуру «Monsieur Gainsbourg Revisited» (2006).
Альбом «Knowle West Boy» (2008) вырос из попытки совместной работы в соавторстве с Бернардом Батлером, экс-гитаристом Suede. В интервью Трики признался, что впервые попробовал привлечь кого-то ещё к продюсированию записи. Однако впоследствии, недовольный результатом совместной работы, Трики переписал материал заново, уже самостоятельно. Первым синглом с этого альбома стал трек «Council Estate».
В каждый альбом Трики старается привнести новое в музыкальном представлении стиля трип-хоп. На концертах выступает только вживую.

## Карьера в кино
Композиции Трики присутствуют на множестве саундтреков. Как актёр он снимался в нескольких фильмах и телесериалах, в частности в известном фильме Люка Бессона «Пятый элемент», а также в нескольких эпизодах американского телесериала «Girlfriends» (2005) в роли лидера музыкального коллектива.
Также снялся в видеоклипе «Parabol/Parabola» группы Tool.

## Личная жизнь
Родился в Бристоле. Отец ушёл из семьи ещё задолго до его рождения, а мать, Максин Ки (англ. Maxine Quaye), покончила жизнь самоубийством, когда Трики было четыре года. Он назвал свой первый альбом её именем — Maxinquaye. Воспитывался у бабушки, которая нередко разрешала ему смотреть старые фильмы ужасов вместо того, чтобы идти в школу. В возрасте 15 лет Трики бросил школу, спустя два года вернулся в неё, но вскоре был оттуда выгнан. Школу Трики заменила одна из многочисленных в его районе Knowle West уличных банд, членом которой он стал. «У всех нас было оружие, и все мы хотели стать гангстерами. Если бы я не уехал оттуда, я бы не дожил до своих лет. Я был слишком мягким, бабушка меня баловала», — говорил Трики. Однако это не помешало ему после стать главарём банды, занимавшейся грабежами, угонами автомобилей, кражами и продажей наркотиков.
В 23 года Эдриан познакомился с 16-летней Мартиной Топли-Бёрд. Первый альбом Maxinquaye они записали вместе. В 2003 году Мартина выпустила собственный альбом, получивший отличные отзывы критиков.
Дочь Эдриана и Мартины, Мина Мэйзи, родившаяся 19 марта 1995 г. долгое время страдала от депрессии и совершила суицид 8 мая 2019 г, в возрасте 24 лет.
Трики опубликовал песню под названием "When you go", которую Мэйзи написала в 2013 году, сопроводив комментарием: "Я испытываю ощущение, что живу в мире, которого не существует, знаю лишь, что всё никогда не будет таким, как прежде. Никакие слова не смогут передать, насколько опустошенным я себя чувствую."
Во время работы над альбомом Бьорк «Post» у них завязались недолгие любовные отношения, которые они тщательно скрывали от бульварной прессы.

## Дискография

### Студийные альбомы
- 1995 — Maxinquaye
- 1996 — Nearly God (под псевдонимом «Nearly God»)
- 1996 — Pre-Millennium Tension
- 1998 — Angels with Dirty Faces
- 1999 — Juxtapose
- 2001 — Blowback
- 2003 — Vulnerable
- 2008 — Knowle West Boy
- 2010 — Mixed Race
- 2013 — False Idols
- 2014 — Adrian Thaws
- 2016 — Skilled mechanics
- 2017 — Ununiform
- 2020 — Fall to Pieces
- 2021 — Lonely Guest

### Мини-альбомы (EP)
- 1995 — The Hell EP
- 1996 — Grassroots
- 2001 — Mission Accomplished
- 2013 — Matter Of Time

### Сборники
- 2002 — A Ruff Guide
- 2003 — Back To Mine: Tricky

### Синглы
| Год  | Композиция                  | Альбом                  |
| ---- | --------------------------- | ----------------------- |
| 1994 | «Aftermath»                 | Maxinquaye              |
| 1994 | «Ponderosa»                 | Maxinquaye              |
| 1995 | «Overcome»                  | Maxinquaye              |
| 1995 | «Black Steel»               | Maxinquaye              |
| 1995 | «Pumpkin»                   | Maxinquaye              |
| 1996 | «Poems»                     | Nearly God              |
| 1996 | «Christiansands»            | Pre-Millennium Tension  |
| 1997 | «Tricky Kid»                | Pre-Millennium Tension  |
| 1997 | «Makes Me Wanna Die»        | Pre-Millennium Tension  |
| 1998 | «Broken Homes»              | Angels with Dirty Faces |
| 1998 | «6 Minutes»                 | Angels with Dirty Faces |
| 1999 | «For Real»                  | Juxtapose               |
| 2001 | «Evolution Revolution Love» | Blowback                |
| 2002 | «You Don't Wanna»           | Blowback                |
| 2003 | «Antimatter»                | Vulnerable              |
| 2003 | «How High»                  | Vulnerable              |
| 2008 | «Council Estate»            | Knowle West Boy         |
| 2008 | «Slow»                      | Knowle West Boy         |
| 2009 | «Puppy Toy»                 | Knowle West Boy         |
| 2010 | «Murder Weapon»             | Mixed Race              |
| 2010 | «Ghetto Stars»              | Mixed Race              |
| 2011 | «Time To Dance»             | Mixed Race              |

## Приглашённые музыканты и коллективы
К записи некоторых композиций привлекались приглашённые музыканты и целые коллективы:
- Ambersunshower
- Аланис Мориссетт
- Бьорк
- Costanza
- Синди Лаупер
- DJ Muggs
- Elvis Costello
- Эд Ковальчик, вокалист группы Live
- Garbage
- Goldfrapp
- Grease
- Hawkman
- Марта Злаковская
- Мартина Топли-Бёрд
- Нена Черри
- Пи Джей Харви
- Red Hot Chili Peppers
- Терри Холл, вокалист группы The Specials
- The Baby Namboos
- Whale
- Cath Coffey, вокалистка Terranova и Stereo MC's
- Joseph
- Terry Lynn
- Фрэнки Райли
- Bobby Gillespie
- Скриптонит
- Смоки Мо